# Locomotiva FS R.402
La Locomotiva a vapore R.402 (riclassificazione della precedente Locomotiva tipo P a scartamento bosniaco) è stata una locomotiva a scartamento ridotto per servizio passeggeri e merci che ha prestato servizio prima sulla Ferrovia Parenzana e dal 1938 su alcune linee a scartamento ridotto della Sicilia.

## Storia
Le locomotive del gruppo R.402, originariamente Tipo P, furono delle locomotive progettate in Austria e costruite sulla base di uno specifico progetto elaborato anche dal famoso ingegnere austriaco Golsdorf per le ferrovie secondarie a scartamento ridotto 760 mm detto bosniaco. 

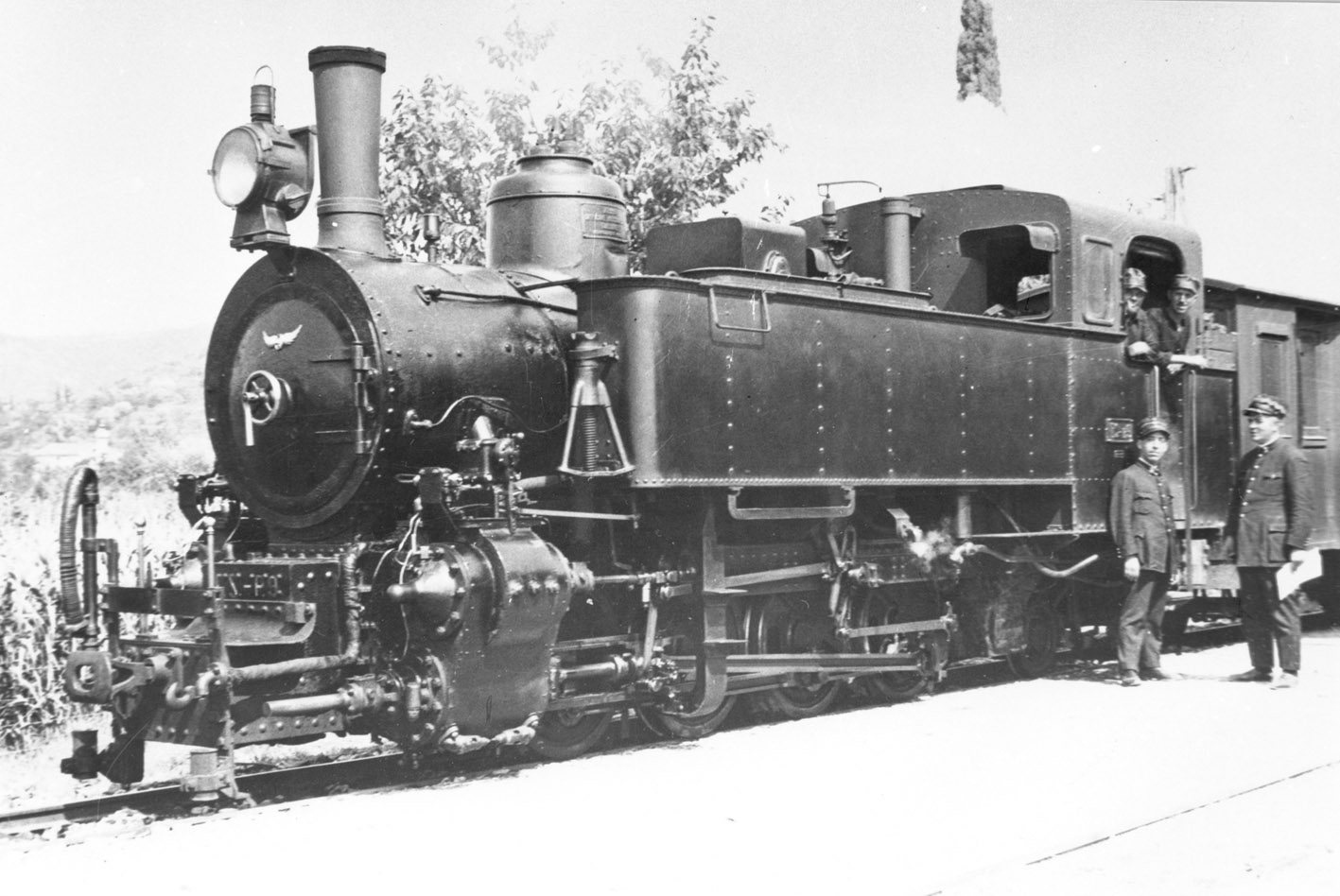
Locomotiva P9 in servizio sulla Parenzana nel 1924

Del gruppo 3 unità vennero costruite intorno al 1911 dalla Krauss & C. di Linz e passarono alle FS dopo il 1918 dato che facevano servizio assegnate alla linea Parenzana. In seguito intorno al 1922 utilizzando lo stesso progetto le FS ne ordinarono ulteriori 6 unità alle Officine Meccaniche Reggiane.
Le locomotive avevano dato buona prova di sé sia in termini di affidabilità che di prestazioni così in seguito alla chiusura della Parenzana venne disposto il loro trasferimento in Sicilia: Dato tuttavia il differente scartamento, 760 mm anziché 950 mm, il deposito locomotive di Palermo Sant'Erasmo provvide alla modifica rendendole in grado di circolare sulle linee siciliane e trovarono impiegi sulla linea Palermo-Corleone-Burgio. 
Prima ancora della modifica la 007 e la 004 vennero richiamate per le linee bosniache occupate durante le operazioni belliche ma la prima restò a Parma, e finì esposta nel Museo nazionale della scienza e della tecnologia Leonardo da Vinci di Milano, mentre la seconda si perse in Iugoslavia. Data la loro piccola potenza e la velocità di marcia molto bassa vennero utilizzate per tratte brevi.
Tutte le locomotive vennero accantonate già alla metà degli anni cinquanta.

## Caratteristiche
Le R.402 erano locotender a quattro assi accoppiati e carrello posteriore con peso per asse molto contenuto, intorno alle 9 t.

## Deposito Locomotive di assegnazione
- Deposito locomotive di Castelvetrano
- Deposito Locomotive di Palermo Sant'Erasmo